# Felipe Drugovich
Felipe Drugovich Roncato (ur. 23 maja 2000 w Maringá) – brazylijski kierowca wyścigowy. Mistrz Euroformula Open Championship oraz Hiszpańskiej Formuły 3 w 2018 roku. W 2022 roku mistrz Formuły 2 w zespole MP Motorsport.

## Wyniki
| Legenda oznaczeń w tabelach wyników Wyświetl szablon na nowej stronie | Legenda oznaczeń w tabelach wyników Wyświetl szablon na nowej stronie                                                                     |
| Oznaczenie                                                            | Wyjaśnienie |
| --------------------------------------------------------------------- | --- |
| Złoty                                                                 | Zwycięzca lub mistrzostwo |
| Srebrny                                                               | 2. miejsce lub wicemistrzostwo |
| Brązowy                                                               | 3. miejsce lub II wicemistrzostwo |
| Zielony                                                               | Ukończył, punktował (w klasyfikacji generalnej, gdy zdobył co najmniej jeden punkt na przestrzeni sezonu, poza trzema powyższymi opcjami) |
| Niebieski                                                             | Ukończył, nie punktował (w klasyfikacji generalnej, gdy nie zdobył co najmniej jednego punktu na przestrzeni sezonu)                      |
| Czerwony                                                              | Nie zakwalifikował się (NZ) |
| Czerwony                                                              | Nie prekwalifikował się (NPK) |
| Różowy                                                                | Nie ukończył (NU) |
| Różowy                                                                | Niesklasyfikowany (NS) (w klasyfikacji generalnej, gdy nie został sklasyfikowany w żadnym wyścigu sezonu)                                 |
| Czarny                                                                | Zdyskwalifikowany (DK) |
| Czarny                                                                | Wykluczony (WYK/EX) |
| Biały                                                                 | Nie wystartował (NW) |
| Biały                                                                 | Kontuzjowany (K/INJ) |
| Biały                                                                 | Wyścig odwołany (OD/C) |
| Bez koloru                                                            | Został wycofany (WYC/WD) |
| Bez koloru                                                            | Nie przybył (NP/DNA) |
| Bez koloru                                                            | Nie brał udziału w treningach (NT/DNP) |
| Bez koloru                                                            | Nie został zgłoszony (–) |
| Pogrubienie                                                           | Start z pole position |
| Kursywa                                                               | Najszybsze okrążenie wyścigu |
| †                                                                     | Nie ukończył, ale jego rezultat został zaliczony ze względu na przejechanie więcej niż 90% dystansu wyścigu.                              |
| *                                                                     | Sezon w trakcie |
| 1/2/3                                                                 | Punktowana pozycja w sprincie kwalifikacyjnym                                                                                             |
| Lista systemów punktacji Formuły 1                                    | |

### Podsumowanie
| Sezon   | Seria                         | Zespół                | Starty | P1 | PP | NO | Podia | Punkty | Pozycja |
| ------- | ----------------------------- | --------------------- | ------ | -- | -- | -- | ----- | ------ | ------- |
| 2016    | Niemiecka Formuła 4           | Neuhauser Racing      | 24     | 0  | 0  | 0  | 1     | 79,5   | 12      |
| 2016/17 | MRF Challenge Formula 2000    | MRF Racing            | 16     | 1  | 0  | 0  | 4     | 167    | 4       |
| 2017    | Niemiecka Formuła 4           | Van Amersfoort Racing | 21     | 7  | 3  | 6  | 9     | 236,5  | 3       |
| 2017    | Włoska Formuła 4              | Van Amersfoort Racing | 6      | 1  | 1  | 1  | 2     | 0      | NS†     |
| 2017    | Europejska Formuła 3          | Van Amersfoort Racing | 3      | 0  | 0  | 0  | 0     | 0      | NS†     |
| 2017    | Euroformula Open Championship | RP Motorsport         | 2      | 1  | 1  | 0  | 1     | 0      | NS†     |
| 2017/18 | MRF Challenge Formula 2000    | MRF Racing            | 16     | 10 | 2  | 5  | 13    | 337    | 1       |
| 2018    | Euroformula Open Championship | RP Motorsport         | 16     | 14 | 10 | 10 | 16    | 405    | 1       |
| 2018    | Hiszpańska Formuła 3          | RP Motorsport         | 6      | 5  | 3  | 4  | 6     | 157    | 1       |
| 2018    | Pro Mazda Championship        | RP Motorsport         | 2      | 0  | 0  | 0  | 0     | 31     | 20      |
| 2019    | Formuła 3                     | Carlin Buzz Racing    | 16     | 0  | 0  | 0  | 0     | 8      | 16      |
| 2019    | Grand Prix Makau              | Carlin Buzz Racing    | 1      | 0  | 0  | 0  | 0     | n.d.   | 24      |
| 2020    | Formuła 2                     | MP Motorsport         | 24     | 3  | 1  | 1  | 4     | 121    | 9       |
| 2021    | Formuła 2                     | UNI-Virtuosi Racing   | 21     | 0  | 0  | 0  | 4     | 105    | 8       |
| 2022    | Formuła 2                     | MP Motorsport         | 28     | 5  | 4  | 4  | 11    | 265    | 1       |

† - Jako gość nie mógł zdobywać punktów.

### Europejska Formuła 3
| Rok  | Zespół                | Wyniki w poszczególnych eliminacjach | Wyniki w poszczególnych eliminacjach | Wyniki w poszczególnych eliminacjach | Wyniki w poszczególnych eliminacjach | Wyniki w poszczególnych eliminacjach | Wyniki w poszczególnych eliminacjach | Wyniki w poszczególnych eliminacjach | Wyniki w poszczególnych eliminacjach | Wyniki w poszczególnych eliminacjach | Wyniki w poszczególnych eliminacjach | Wyniki w poszczególnych eliminacjach | Wyniki w poszczególnych eliminacjach | Wyniki w poszczególnych eliminacjach | Wyniki w poszczególnych eliminacjach | Wyniki w poszczególnych eliminacjach | Wyniki w poszczególnych eliminacjach | Wyniki w poszczególnych eliminacjach | Wyniki w poszczególnych eliminacjach | Wyniki w poszczególnych eliminacjach | Wyniki w poszczególnych eliminacjach | Wyniki w poszczególnych eliminacjach | Wyniki w poszczególnych eliminacjach | Wyniki w poszczególnych eliminacjach | Wyniki w poszczególnych eliminacjach | Wyniki w poszczególnych eliminacjach | Wyniki w poszczególnych eliminacjach | Wyniki w poszczególnych eliminacjach | Wyniki w poszczególnych eliminacjach | Wyniki w poszczególnych eliminacjach | Wyniki w poszczególnych eliminacjach | Punkty | Pozycja |
| ---- | --------------------- | ------------------------------------ | ------------------------------------ | ------------------------------------ | ------------------------------------ | ------------------------------------ | ------------------------------------ | ------------------------------------ | ------------------------------------ | ------------------------------------ | ------------------------------------ | ------------------------------------ | ------------------------------------ | ------------------------------------ | ------------------------------------ | ------------------------------------ | ------------------------------------ | ------------------------------------ | ------------------------------------ | ------------------------------------ | ------------------------------------ | ------------------------------------ | ------------------------------------ | ------------------------------------ | ------------------------------------ | ------------------------------------ | ------------------------------------ | ------------------------------------ | ------------------------------------ | ------------------------------------ | ------------------------------------ | ------ | ------- |
| 2017 | Van Amersfoort Racing | SIL                                  | SIL                                  | SIL                                  | MNZ                                  | MNZ                                  | MNZ                                  | PAU                                  | PAU                                  | PAU                                  | HUN                                  | HUN                                  | HUN                                  | NOR                                  | NOR                                  | NOR                                  | SPA                                  | SPA                                  | SPA                                  | ZAN                                  | ZAN                                  | ZAN                                  | NÜR                                  | NÜR                                  | NÜR                                  | RBR                                  | RBR                                  | RBR                                  | HOC                                  | HOC                                  | HOC                                  | 0      | NS†     |
| 2017 | Van Amersfoort Racing | –                                    | –                                    | –                                    | –                                    | –                                    | –                                    | –                                    | –                                    | –                                    | –                                    | –                                    | –                                    | –                                    | –                                    | –                                    | –                                    | –                                    | –                                    | –                                    | –                                    | –                                    | –                                    | –                                    | –                                    | –                                    | –                                    | –                                    | 16                                   | 16                                   | 15                                   | 0      | NS†     |

† - Jako gość nie mógł zdobywać punktów.

### Formuła 3
| Rok  | Zespół             | Wyniki w poszczególnych eliminacjach | Wyniki w poszczególnych eliminacjach | Wyniki w poszczególnych eliminacjach | Wyniki w poszczególnych eliminacjach | Wyniki w poszczególnych eliminacjach | Wyniki w poszczególnych eliminacjach | Wyniki w poszczególnych eliminacjach | Wyniki w poszczególnych eliminacjach | Wyniki w poszczególnych eliminacjach | Wyniki w poszczególnych eliminacjach | Wyniki w poszczególnych eliminacjach | Wyniki w poszczególnych eliminacjach | Wyniki w poszczególnych eliminacjach | Wyniki w poszczególnych eliminacjach | Wyniki w poszczególnych eliminacjach | Wyniki w poszczególnych eliminacjach | Punkty | Pozycja |
| ---- | ------------------ | ------------------------------------ | ------------------------------------ | ------------------------------------ | ------------------------------------ | ------------------------------------ | ------------------------------------ | ------------------------------------ | ------------------------------------ | ------------------------------------ | ------------------------------------ | ------------------------------------ | ------------------------------------ | ------------------------------------ | ------------------------------------ | ------------------------------------ | ------------------------------------ | ------ | ------- |
| 2019 | Carlin Buzz Racing | CAT                                  | CAT                                  | LEC                                  | LEC                                  | RBR                                  | RBR                                  | SIL                                  | SIL                                  | HUN                                  | HUN                                  | SPA                                  | SPA                                  | MNZ                                  | MNZ                                  | SOC                                  | SOC                                  | 8      | 16      |
| 2019 | Carlin Buzz Racing | 11                                   | 10                                   | 19                                   | 10                                   | 12                                   | 14                                   | 13                                   | 10                                   | 6                                    | NU                                   | 18                                   | 9                                    | 16                                   | 12                                   | 25                                   | 15                                   | 8      | 16      |

### Formuła 2
| Rok  | Zespół              | Wyniki w poszczególnych eliminacjach | Wyniki w poszczególnych eliminacjach | Wyniki w poszczególnych eliminacjach | Wyniki w poszczególnych eliminacjach | Wyniki w poszczególnych eliminacjach | Wyniki w poszczególnych eliminacjach | Wyniki w poszczególnych eliminacjach | Wyniki w poszczególnych eliminacjach | Wyniki w poszczególnych eliminacjach | Wyniki w poszczególnych eliminacjach | Wyniki w poszczególnych eliminacjach | Wyniki w poszczególnych eliminacjach | Wyniki w poszczególnych eliminacjach | Wyniki w poszczególnych eliminacjach | Wyniki w poszczególnych eliminacjach | Wyniki w poszczególnych eliminacjach | Wyniki w poszczególnych eliminacjach | Wyniki w poszczególnych eliminacjach | Wyniki w poszczególnych eliminacjach | Wyniki w poszczególnych eliminacjach | Wyniki w poszczególnych eliminacjach | Wyniki w poszczególnych eliminacjach | Wyniki w poszczególnych eliminacjach | Wyniki w poszczególnych eliminacjach | Wyniki w poszczególnych eliminacjach | Wyniki w poszczególnych eliminacjach | Wyniki w poszczególnych eliminacjach | Wyniki w poszczególnych eliminacjach | Punkty | Pozycja |
| ---- | ------------------- | ------------------------------------ | ------------------------------------ | ------------------------------------ | ------------------------------------ | ------------------------------------ | ------------------------------------ | ------------------------------------ | ------------------------------------ | ------------------------------------ | ------------------------------------ | ------------------------------------ | ------------------------------------ | ------------------------------------ | ------------------------------------ | ------------------------------------ | ------------------------------------ | ------------------------------------ | ------------------------------------ | ------------------------------------ | ------------------------------------ | ------------------------------------ | ------------------------------------ | ------------------------------------ | ------------------------------------ | ------------------------------------ | ------------------------------------ | ------------------------------------ | ------------------------------------ | ------ | ------- |
| 2020 | MP Motorsport       | RBR                                  | RBR                                  | RBR                                  | RBR                                  | HUN                                  | HUN                                  | SIL                                  | SIL                                  | SIL                                  | SIL                                  | CAT                                  | CAT                                  | SPA                                  | SPA                                  | MNZ                                  | MNZ                                  | MUG                                  | MUG                                  | SOC                                  | SOC                                  | BHR                                  | BHR                                  | BHR                                  | BHR                                  |                                      |                                      |                                      |                                      | 121    | 9       |
| 2020 | MP Motorsport       | 8                                    | 1                                    | 13                                   | 13                                   | 5                                    | 16                                   | 7                                    | 6                                    | 10                                   | 12                                   | 7                                    | 1                                    | DK                                   | 13                                   | 16                                   | NU                                   | 4                                    | 15                                   | NU                                   | 20                                   | 1                                    | 8                                    | 3                                    | 8                                    |                                      |                                      |                                      |                                      | 121    | 9       |
| 2021 | UNI-Virtuosi Racing | BHR                                  | BHR                                  | BHR                                  | MON                                  | MON                                  | MON                                  | BAK                                  | BAK                                  | BAK                                  | SIL                                  | SIL                                  | SIL                                  | MNZ                                  | MNZ                                  | MNZ                                  | SOC                                  | SOC                                  | SOC                                  | JED                                  | JED                                  | JED                                  | YAS                                  | YAS                                  | YAS                                  |                                      |                                      |                                      |                                      | 105    | 8       |
| 2021 | UNI-Virtuosi Racing | 16                                   | 14                                   | 9                                    | 2                                    | 14                                   | 3                                    | 14                                   | 10                                   | 4                                    | 4                                    | 7                                    | 6                                    | NU                                   | 17                                   | 12                                   | NW                                   | OD                                   | K                                    | 4                                    | 10                                   | 5                                    | 2                                    | 5                                    | 3                                    |                                      |                                      |                                      |                                      | 105    | 8       |
| 2022 | MP Motorsport       | BHR                                  | BHR                                  | JED                                  | JED                                  | IMO                                  | IMO                                  | CAT                                  | CAT                                  | MON                                  | MON                                  | BAK                                  | BAK                                  | SIL                                  | SIL                                  | RBR                                  | RBR                                  | LEC                                  | LEC                                  | HUN                                  | HUN                                  | SPA                                  | SPA                                  | ZAN                                  | ZAN                                  | MNZ                                  | MNZ                                  | YAS                                  | YAS                                  | 265    | 1       |
| 2022 | MP Motorsport       | 5                                    | 6                                    | 3                                    | 1                                    | 5                                    | 10                                   | 1                                    | 1                                    | NU                                   | 1                                    | 5                                    | 3                                    | 5                                    | 4                                    | 4                                    | 11                                   | 3                                    | 4                                    | 4                                    | 9                                    | 4                                    | 2                                    | 10                                   | 1                                    | NU                                   | 6                                    | 3                                    | 2                                    | 265    | 1       |